# インドハイアス
インドハイアス（または、インドヒウス、学名：Indohyus）は、約4,800万年前（新生代古第三紀始新世中期ルテシアン）のアジア南端の海岸部に棲息していた半水棲の原始的哺乳類。分類学上の位置に定説の無い絶滅した一群であるラオエラ科6属の中の比較的著名な1属。本種を含むラオエラ科は通常、鯨偶蹄目に属すると見なされるものの、統一的見解を得るには遠い。
比較的初期の偶蹄類であり、発見当初はクジラとカバの共通祖先（始原的鯨凹歯類〈en〉）に極めて近縁の進化系統と見なされ、学会の注目を浴びたが、現在では学説によってイノシシ亜目（猪豚亜目）に分類される、目レベルで別のメソニクス目に近縁とされるなど、鯨凹歯類の進化とは別系統とする見方が優勢となっている。なお、現在の知見で最古かつ最も始原的なクジラ類とされているのは、パキケトゥス科である。

## 呼称
学名は、indo-「インドの」+ 古代ギリシア語: ὗς（hys; ヒュース）「猪、豚」の意。「インドヒウス」「インドハイウス」などと呼ばれることもある。

## 発見史
2、3歯と顎骨の断片からなる最初の化石は、インドの地質学者A・ラオ（A. Ranga Rao）によって1971年、インド亜大陸のカシミール地方にて採取された岩の中に埋もれた状態のまま気づかれることもなく眠っていた。ラオが亡くなった後、未亡人が、原クジラ類に詳しい人類学者で米国はノースイースタン・オハイオ大学医学部所属のハンス・テーヴィスン（J.G.M.Hans Thewissen）に岩を譲渡したことが切っ掛けとなり、テーヴィスン率いる調査チームによって本種は偶然に見出され、科学雑誌『ネイチャー』2007年12月号への記事の掲載をもって世に知られることとなった。

## 生物的特徴

### 分布
インド亜大陸のアジア大陸南端地域への衝突がまだ本格化していなかった時代に、その間に横たわるように存在していた遠浅で穏やかなテティス海に面した水辺に、彼らの暮らしはあったと考えられている。

### 形態と分類
体長約40センチメートル。体型はマメジカと似るが、体長とほぼ同じ長さの細長い尾があった。また、四肢の先端には、極めて祖先的な形態を留めた蹄を持つ。骨格は偶蹄類とクジラの双方の特徴が混在したような形態を有する。また、頭蓋骨、肥厚した耳骨、小臼歯、骨密度、歯列、および、歯の同位体組成が、クジラのそれと高い相似性を示しており、未発見の進化の系統（ミッシングリンク）ではないかと考えられた。

### 生態
カバに見られるような骨密度が高く厚い外層がある構造の骨をもっており、これを錘（おもり）として水中で長時間過ごすことに適していた。また、水棲動物の化石が同時に発見されており、本種は水辺を好んだと思われる。肢端には鰭脚（ひれあし）など水中生活に特殊化した形態は見られず、通常は陸上で過ごし、危険が迫った際に水中へ逃げ込んでいたという仮説がハンスらにより2007年に提唱されている。一方、カバなどと同様に水底を歩いていたという仮説もある。
食性は、虫食および植物食であったと考えられるが、水中への適応は食性の変化が原因であったとの説もある。マメジカ類との進化的収斂性から見ても、常に水辺を生活圏とし、猛禽などの天敵から逃れるためにも水に潜る能力を発達させていたことが窺える。例えば、アフリカ中央部に棲息するミズマメジカ（en）は猛禽の襲撃を逃れるために4分ほどの間を潜水することができる。